# Kisangani
Kisangani (dříve Stanleyville) je město v Demokratické republice Kongo. Je hlavním městem provincie Tshopo a s více než miliónem obyvatel největším městem pralesní části země. Leží na řece Kongo a je nejzazším místem, po které je řeka splavná, je proto důležitým dopravním a obchodním centrem.

## Historie
Město leží nedaleko Boyomských vodopádů, na území rybářů z kmene Wageňa. Roku 1883 zde založil Henry Morton Stanley osadu Falls Station, která byla roku 1892 přejmenována podle svého zakladatele: francouzsky Stanleyville, vlámsky Stanleystad. Roku 1898 se město stalo regionálním správním centrem. Po roce 1961 měl ve městě základnu svržený konžský premiér Antoine Gizenga, v roce 1964 zde proběhlo krvavé povstání Simba, které vedl maoista Christophe Gbenye. Prezident Mobutu Sese Seko rozhodl v rámci programu afrikanizace roku 1966 o přejmenování města na domorodý název Kisangani. V době druhé konžské války sídlila v Kisangani povstalecká vláda, jíž předsedal Ernest Wamba dia Wamba, město a okolí bylo v důsledku bojů vážně poničeno.

## Život ve městě
Jako centrum zemědělské oblasti disponuje Kisangani především potravinářským průmyslem. Ve městě se nachází letiště, vede odsud železnice do Ubundu, nedaleko se nachází vodní elektrárna. Sídlí zde Kisanganská univerzita, město má zoologickou zahradu, významnou pamětihodností je Cathédrale Notre-Dame du Rosaire. Každoročně se koná velký kulturní festival Cercle Boyoma Culture.

## Administrativní dělení
Město je tvořeno šesti obvody: Lubunga, Makiso, Mangobo, Tshopo, Kabondo a Kisangani

## Zajímavost
Ve městě a okolí se natáčel film Africká královna (1951).